# Giddings Peak
Der Giddings Peak ist ein kleiner und 1808 m hoher Berggipfel im ostantarktischen Mac-Robertson-Land. In der Athos Range der Prince Charles Mountains ragt er unmittelbar westlich des Mount Béchervaise auf.
Luftaufnahmen der Australian National Antarctic Research Expeditions aus dem Jahr 1965 dienten seiner Kartierung. Das Antarctic Names Committee of Australia benannte ihn nach Albert Leonard Giddings, Koch auf der Wilkes-Station im Jahr 1959.